# Andrew Prendeville
Andrew Prendeville (Morristown, Nova Jérsei, 5 de outubro de 1981) é um automobilista norte-americano que compete na Indy Lights Series.